# Дом Отто Дикса
Дом-музей Отто Дикса (нем. Otto-Dix-Haus) — музей в городе Гера, расположенный в доме, в котором в 1891 году родился художник-экспрессионист Отто Дикс; само здание было построено в XVIII веке.

## История
Фахверковое здание в городе Гера, в котором в 1891 году родился художник Отто Дикс, было построено в XVIII веке. В 1946 году задний корпус здания был преобразован в отдельное жилое помещение, а в преддверии столетия со дня рождения Дикса — в период с 1988 по 1991 год — все здание было перестроено и стало музеем: в частности дом был расширен за счет пристройки на западной стороне, ставшей функциональным крылом музея.
Постоянная экспозиция музея Дикса включает рисунки, картины и графические работы, собранные в основной (постоянной) коллекции. В дополнение к работам самого Отто Дикса, музей регулярно проводит выставки других авторов, включая фотовыставки — для чего имеется отдельный выставочный зал. Комнаты, в которых жил Дикс, также содержат его работы. Помимо выставочной деятельности, дом-музей также проводит образовательные курсы для преподавателей и художников — включая молодежные группы, разделенные по возрастам.
В июне 2013 года в городе Гера произошло наводнение: вода достигла первого этажа музея. Существенный ущерб, причиненный данным наводнением, создал необходимость в реконструкции всего здания; в результате, 4 января 2016 года дом Отто Дикса был закрыт, а часть экспонатов была временно перенесена в городской музей. Для празднования 125-летия со дня рождения Дикса, состоявшегося 2 декабря 2016 года, музей был вновь открыт для специальной выставки, включавший в себя новые приобретения.